# Henrik Røa
 Henrik Røa, né le 5 août 1995, est un skieur alpin norvégien. La descente et le super G sont ses disciplines de prédilection.

## Biographie
Membre du club IL Heming, il court les compétitions de la FIS depuis la saison 2010-2011.
En fin d'année 2014, Røa prend part à sa première manche de Coupe d'Europe à Levi, où il marque ses premiers points sur le deuxième slalom géant (24e).
En 2015 à Hafjell il prend la 4e place des Championnats du monde juniors de descente.
En janvier 2018, il remporte la descente de Coupe d'Europe de Saalbach.
En décembre 2020, il fait ses débuts dans la Coupe du monde au super G de Val Gardena (49e).
En janvier 2021, il marque ses premiers points en Coupe du monde, en prenant une encourageante 16e place sur la descente de Kitzbühel.
Il dispute ses premiers championnats du monde en février 2021 à Cortina d'Ampezzo où il prend notamment une très bonne 10e place en descente.
En avril 2002 à Narvik, il est sacré Champion de Norvège de descente devant Aleksander Aamodt Kilde, le vainqueur de la Coupe du monde de descente de l'année.
En janvier 2023, il se brise la jambe sur la descente de Kitzbühel et n'a pas réapparu en compétition depuis.

## Palmarès

### Championnats du monde
| Édition / Epreuve               | Descente | Super G | Slalom géant | Slalom | Combiné | Parallèle | Par équipes |
| Mondiaux 2021 Cortina d'Ampezzo | 10e      | 17e     | -            | -      | 19e     | -         | -           |

### Coupe du monde
- Meilleur classement général : 115e en 2020-2021 avec 23 points.
- Meilleur classement de descente : 39e en 2020-2021 avec 23 points.
- Meilleur résultat sur une épreuve de Coupe du monde de descente : 16e à Kitzbühel le 24 janvier 2021.

#### Classements
| Saison / Épreuve | Saison / Épreuve | Général | Général | Descente | Descente | Super G | Super G | Slalom géant | Slalom géant | Slalom | Slalom | Combiné | Combiné | Parallèle | Parallèle |
| ---------------- | ---------------- | ------- | ------- | -------- | -------- | ------- | ------- | ------------ | ------------ | ------ | ------ | ------- | ------- | --------- | --------- |
| Saison / Épreuve | Saison / Épreuve | Class.  | Points  | Class.   | Points   | Class.  | Points  | Class.       | Points       | Class. | Points | Class.  | Points  | Class.    | Points    |
| 2021             | 2021             | 115e    | 23      | 39e      | 23       | -       | -       | -            | -            | -      | -      | -       | -       | -         | -         |

### Championnats du monde juniors
| Épreuve / Édition     | Descente | Super G | Slalom géant | Slalom  | Combiné | Par équipes |
| Mondiaux 2015 Hafjell | 4e       | 12e     | 16e          | Abandon | 23e     |             |

### Coupe d'Europe
- 1 podium, dont 1 victoire.